# ساندرا غيلبرت
ساندرا غيلبرت (بالإنجليزية: Sandra Gilbert)‏ هي بروفيسورة وصحفية وكاتِبة وشاعرة أمريكية، ولدت في 27 ديسمبر 1936 في نيويورك في الولايات المتحدة.